# Flashgal
Flashgal es un videojuego de acción beat 'em up de desplazamiento lateral desarrollado por Kyugo y lanzado para los arcades en 1985, distribuido en Japón por Sega y en Norteamérica por Romstar. El juego presenta una mezcla de lucha desarmada y jugabilidad con disparos.

## Características
El juego fue lanzado en 1985 como un juego de acción de desplazamiento lateral, con una mezcla de jugabilidad de beat 'em up y plataformas. Flashgal tiene una orientación horizontal y una resolución estándar. Es un juego a color que permite a dos jugadores jugar en simultáneo. La cabina de arcade incluye una palanca de 8 direcciones. El sonido es de tipo mono amplificado con un solo canal. La cabina está posicionada de forma vertical. Flashgal puede patear, golpear y saltar para atravesar varios niveles.
De acuerdo con Retro Gamer, el juego es un beat 'em up de superhéroes que «se inspira fuertemente en Kung-Fu Master (1984)». Es un brawler de un solo plano que destaca su jugabilidad con el uso del desplazamiento automático. También cuenta con una protagonista femenina, quien se parece a las superheroínas como la Mujer Maravilla y Elektra. Se asemeja a Blaze Fielding de la serie Streets of Rage de Sega. Casualmente, el juego también cuenta con un jefe con armas de fuego, jetpacks, ninjas y un nivel de motocicleta que fue cortado del tercer juego por límites de tiempo.